# Cephalochilus labiatus
Cephalochilus labiatus är en stekelart som först beskrevs av Johan Christian Fabricius 1798.
Cephalochilus labiatus ingår i släktet Cephalochilus och familjen Eumenidae. Utöver nominatformen finns också underarten C. l. hispanicus.